# J J Jun Li Bui
J J Jun Li Bui (ur. 10 czerwca 2004) – kanadyjski pianista klasyczny, laureat VI nagrody XVIII Międzynarodowego Konkursu Pianistycznego im. Fryderyka Chopina (2021).

## Życiorys
Pochodzi z Toronto. Pierwszy konkurs pianistyczny w Kanadzie wygrał w wieku 7 lat. Zdobywał nagrody w konkursach Midwest Competition Uniwersytetu Iowa (w 2016), w Aarhus (w 2017), w Hanoi (w 2018) następnie w konkursie chopinowskim w Pekinie oraz edycji Van Cliburn dla młodych pianistów (w 2019).
Studiował w konserwatorium w Oberlin w klasie Dang Thai Sona.
W październiku 2021 wziął udział XVIII Międzynarodowym Konkursie Pianistycznego im. Fryderyka Chopina, w którym zajął VI miejsce. Zdobył też pozaregulaminową nagrodę dla najmłodszego uczestnika finału.
Na początku 2023 nakładem NIFC wyszedł dwupłytowy album zawierający nagrania z XVIII Międzynarodowego Konkursu Pianistycznego im. Fryderyka Chopina.